# Општина Харман (Брашов)
Харман (рум. Hărman) општина је у Румунији у округу Брашов.
Oпштина се налази на надморској висини од 506 m.